# Rhagio validus
Rhagio validus är en tvåvingeart som först beskrevs av Meunier 1899.  Rhagio validus ingår i släktet Rhagio och familjen snäppflugor. Inga underarter finns listade i Catalogue of Life.